# Ukhtasar
Ukhtasar (in armeno Ուղտասար?) o Şelli (Shelli) è una piccola comunità rurale del distretto di Xocalı in Azerbaigian, facente parte fino al 2020 della regione di Askeran nella repubblica di Artsakh (fino al 2017 denominata repubblica del Nagorno Karabakh).
Nel 2005 contava poco più di cento abitanti e sorge non lontano dalla strada che collega la capitale Step'anakert ad Ağdam.

## Storia
Il villaggio fu catturato dalle forze armene durante la Prima guerra del Nagorno Karabakh e fu amministrato come parte della regione di Askeran della Repubblica separatista di Artsakh con il nome di Ughtasar (armeno: Ուղտասար). La maggior parte del villaggio fu distrutta in seguito alla battaglia di Ağdam, ma, a differenza della città e dei villaggi circostanti di Agdam, la parte sud-occidentale di questo villaggio era popolata prima della guerra del Nagorno Karabakh del 2020. Il villaggio è tornato all'Azerbaigian come parte dell'accordo di cessate il fuoco del Nagorno Karabakh del 2020.